# Turbotuig
Turbotuig was een televisieprogramma voor jongeren van Ali Haselhoef en Inge Willems. Het programma werd van 9 juli 1996 tot 20 september 1998 uitgezonden door de VPRO bij Villa Achterwerk. 

## Programmaomschrijving
In Turbotuig bezoeken de programmamakers Ali en Inge kinderen thuis die laten zien wat zij op de computer kunnen: een internetpagina beheren, muziek of animaties maken, of computerprogramma's schrijven.

## Afleveringen
| Aflevering | Titel        | Uitzenddatum      |
| ---------- | ------------ | ----------------- |
| 1          | Sophie       | 9 juli 1996       |
| 2          | Hanna        | 20 augustus 1996  |
| 3          | Tamara       | 17 februari 1997  |
| 4          | Christiaan   | 24 februari 1997  |
| 5          | Rudy         | 3 maart 1997      |
| 6          | Clyde        | 10 maart 1997     |
| 7          | Familie Buul | 17 maart 1997     |
| 8          | Arlette      | 24 maart 1997     |
| 9          | Suki         | 31 maart 1997     |
| 10         | Annelies     | 7 april 1997      |
| 11         | Elwyn        | 14 april 1997     |
| 12         | Romie        | 19 juli 1998      |
| 13         | Wouter       | 26 juli 1998      |
| 14         | Tim          | 2 augustus 1998   |
| 15         | Natalia      | 9 augustus 1998   |
| 16         | Karel        | 16 augustus 1998  |
| 17         | Elize        | 23 augustus 1998  |
| 18         | Paul         | 30 augustus 1998  |
| 19         | Alicia       | 6 september 1998  |
| 20         | Wick         | 13 september 1998 |
| 21         | Maarten      | 20 september 1998 |